# Alibi (canción de Sevdaliza, Pabllo Vittar e Yseult)
«Alibi» es una canción de la artista iraní-neerlandesa Sevdaliza, el cantante brasileño Pabllo Vittar y la cantautora francesa Yseult. Fue publicada el 28 de junio de 2024 a través de Twisted Elegance. Samplea la canción «Rosa» de la cantante colombiana Totó la Momposina, popular durante el Carnaval de Barranquilla, una versión del son originalmente cubano «Rosa, qué linda eres», grabado por primera vez por el Sexteto Habanero en 1918 y popularizado por el artista colombiano Magín Díaz.
Comercialmente, «Alibi» alcanzó el número 15 en la lista Billboard Global 200 y llegó al top 10 en Brasil, Grecia, Hungría, Letonia, Lituania, Luxemburgo, Polonia, Rumanía y Suiza. En Estados Unidos, la canción debutó en el número 95 de la lista Billboard Hot 100, con lo que los tres artistas entraron por primera vez en dicha lista. Vittar se convirtió en el segundo drag queen que entraba en la lista Hot 100 después de RuPaul.
Una versión remix de la canción fue lanzada el 6 de septiembre de 2024, con la incorporación de la cantante brasileña Anitta.

## Antecedentes y recepción
Antes de su lanzamiento, la canción se hizo viral en todo el mundo en TikTok, consiguiendo más de un millón de creaciones en la aplicación antes del 28 de junio. Josh Sharpe, de BroadwayWorld, consideró la canción una «continuación apasionada y emotiva» del arte de Sevdaliza en una «exploración de la divina energía femenina», amplificada por «las experiencias compartidas de los tres artistas». El tema, «sensual e hipnótico», fusiona «sonidos de baile funk y reguetón». En menos de tres semanas, la canción superó los 35 millones de reproducciones en Spotify.

## Lista de canciones
| Descarga digital |         |          |  |
| N.º              | Título  | Duración |  |
| 1.               | «Alibi» | 2:41     |  |

| Descarga digital [Alibi Pt. 2] |                            |          |  |
| N.º                            | Título                     | Duración |  |
| 1.                             | «Alibi Pt. 2» (con Anitta) | 2:56     |  |
| 2.                             | «Alibi Pt. 2» (Extended)   | 3:12     |  |
| 3.                             | «Alibi Pt. 2» (Sped Up)    | 2:38     |  |
| 4.                             | «Alibi Pt. 2» (Slowed)     | 3:20     |  |

| Descarga digital [Tiësto Remix] |                        |          |  |
| N.º                             | Título                 | Duración |  |
| 1.                              | «Alibi» (Tiësto Remix) | 2:58     |  |

## Posicionamiento en listas
| Lista (2024–2025)                                      | Mejor posición |
| ------------------------------------------------------ | -------------- |
| Alemania (Offizielle Deutsche Charts)                  | 20             |
| Austria (Ö3 Austria Top 40)                            | 14             |
| Bélgica (Valonia) (Ultratop 50)                        | 15             |
| Bielorrusia (Airplay) (TopHit)                         | 165            |
| Brasil (Brasil Hot 100)                                | 5              |
| Bulgaria (International) (PROPHON)                     | 9              |
| Canadá (Canadian Hot 100)                              | 46             |
| CEI (TopHit Airplay)                                   | 52             |
| Emiratos Árabes Unidos (IFPI)                          | 13             |
| Eslovaquia (Singles Digitál Top 100)                   | 2              |
| España (PROMUSICAE)                                    | 85             |
| Estados Unidos (Billboard Hot 100)                     | 95             |
| Estados Unidos (Rhythmic)                              | 29             |
| Estados Unidos (World Digital Song Sales)              | 2              |
| Estados Unidos (Dance/Mix Show Airplay)                | 34             |
| Filipinas (Philippines Hot 100)                        | 83             |
| Francia (SNEP)                                         | 9              |
| Global 200 (Billboard)                                 | 15             |
| Grecia (International) (IFPI)                          | 2              |
| Hungría (Single Top 40)                                | 6              |
| India (International) (IMI)                            | 15             |
| Irlanda (IRMA)                                         | 44             |
| Italia (FIMI)                                          | 43             |
| Letonia (LAIPA)                                        | 8              |
| Lituania (AGATA)                                       | 9              |
| Lituania (Airplay) (TopHit)                            | 124            |
| Luxemburgo (Billboard)                                 | 5              |
| Malasia (Billboard)                                    | 11             |
| MENA (IFPI)                                            | 14             |
| Noruega (VG-lista)                                     | 36             |
| Nueva Zelanda (RMNZ)                                   | 12             |
| Países Bajos (Mega Single Top 100)                     | 55             |
| Polonia (Polish Streaming Top 100)                     | 9              |
| Portugal (AFP)                                         | 1              |
| Reino Unido (UK Singles Chart)                         | 58             |
| Reino Unido (UK Indie Chart)                           | 9              |
| República Checa (Singles Digitál Top 100)              | 6              |
| Rumania (Billboard Romania Songs)                      | 4              |
| Rumania (UPFR)                                         | 2              |
| Rumania (Romania Radio Airplay)                        | 1              |
| Rumania (Romania TV Airplay)                           | 1              |
| Rusia (Airplay) (TopHit)                               | 176            |
| Singapur (RIAS)                                        | 12             |
| Suecia (Sverigetopplistan Heatseeker)                  | 1              |
| Suiza (Schweizer Hitparade)                            | 3              |
| Surinam (Nationale Top 40)                             | 15             |
| Turquía (International Airplay) (Radiomonitor Türkiye) | 1              |
| Ucrania (Airplay) (TopHit)                             | 6              |

| Lista (2024)                              | Mejor posición |
| ----------------------------------------- | -------------- |
| Brasil (Pro-Música Brasil)                | 7              |
| CEI (CIS Airplay) (TopHit)                | 59             |
| Eslovaquia (Singles Digitál Top 100)      | 3              |
| Paraguay (SGP)                            | 75             |
| República Checa (Singles Digitál Top 100) | 7              |
| Rumania (Airplay) (TopHit)                | 10             |
| Ucrania (Airplay) (TopHit)                | 42             |

## Certificaciones
| País | Certificación | Ventas     |
| --- | ------------- | ---------- |
| Bélgica (BRMA) | Oro           | 20 000‡    |
| España (PROMUSICAE) | Oro           | 30 000‡    |
| Estados Unidos (RIAA) | Oro           | 500 000‡   |
| Francia (SNEP) | Diamante      | 333 333‡   |
| Italia (FIMI) | Oro           | 50 000‡    |
| Streaming |               |            |
| Grecia (IFPI Grecia) | Platino       | 2 000 000† |
| ‡ Cifras de ventas y streaming basadas únicamente en la certificación. † Cifras de streaming basadas únicamente en la certificación. |               |            |